# Liparis forrestii
Liparis forrestii är en orkidéart som beskrevs av Robert Allen Rolfe. Liparis forrestii ingår i släktet gulyxnen, och familjen orkidéer.
Artens utbredningsområde är Burma. Inga underarter finns listade i Catalogue of Life.